# Corrado Del Greco
Corrado Del Greco (Florència, 16 de desembre de 1906 - Canal de Sicília, 12 d'octubre de 1940) va ser un soldat i mariner italià, condecorat amb la Medalla d'Or al Valor Militar a títol pòstum durant la Segona Guerra Mundial.

## Biografia
Va néixer a Florència el 16 de desembre de 1906. Estudiant del Politècnic de Milà, en el seu tercer any d'enginyeria, el novembre de 1927 es va allistar a la Regia Marina i va començar a assistir a la Reial Acadèmia Naval de Livorno, de la qual va marxar l'abril de 1929 amb el seu nomenament com a guardiamarina.
Ascendit a sotstinent de vaixell el 1930, va esdevenir tinent de vaixell el 1934, i després de diversos embarcaments en unitats de superfície, el 1937, va ser destinat a ocupar el càrrec d'agregat naval i comandant del Destacament de Marina a l'ambaixada italiana a Pequín, Xina Tornant a Itàlia el 1939, va assumir el comandament de la torpedinera Giulio Cesare Abba i després el de l'Ariel i, el 27 de maig de 1940, la vigília de l'entrada a la guerra del Regne de Itàlia, va embarcar en el destructor Artigliere amb el càrrec d'Assistent de l'Esquadró, que estava llavors sota el comandament del capità de vaixell Carlo Margottini.
El 12 d'octubre de 1940, l'XI Esquadró de Destructors es va dedicar a la recerca nocturna d'una formació naval enemiga al canal de Malta, que va resultar en la batalla del Cap Passero, l' Artigliere, colpejat pel foc enemic i amb un foc a bord, va ser immobilitzat. i va ser portat a remolc pel destructor Camicia Nera. Durant les fases de la lluita, tant ell com el capità Margottini havien trobat la mort, i tots dos van rebre la Medalla d'Or al valor militar a títol pòstuma. A l'alba l' Artigliere va ser albirat pels vaixells britànics, tres creuers i tres destructors, i a les 08.10 el Camicia Nera va ser atacada per avions enemics i amb els vaixells britànics que s'acostaven ràpidament va haver de tallar el cable de remolc i abandonar l'Artigliere a la seva sort. El creuer pesant HMS York va disparar un tret d'advertència a bord de la proa del destructor italià, ordenant a la seva tripulació que abandonés el vaixell. Un cop evacuada, va ser colpejada per artilleria de York, que també va disparar un torpede, i es va enfonsar.

## Dates de promoció
Tinent de vaixell – 1934
 Sotstinent de vaixell - 1930
 Guardiamarina - abril de 1929

## Condecoracions
- Medalla d'Or al valor militar - 2 de desembre de 1940.[5]
- Medalla de bronze al valor militar – 16 de desembre de 1945